# Eumyzus himalaya
Eumyzus himalaya är en insektsart. Eumyzus himalaya ingår i släktet Eumyzus och familjen långrörsbladlöss. Inga underarter finns listade i Catalogue of Life.